# Otto J. Brendel
Otto J. Brendel (Nürnberg, 1901 – New York, 1973. október 8.) ókorrégész, etruszkológus, művészettörténész.
Ludwig von Curtiusnál, Eugen Täublernél, Karl Meisternél és Karl Lehmann-Hartlebennél tanult. 1928-ban doktorált (summa cum laude) Heidelbergben. 1913 és 1926 között Koppenhágában, 1936-37-ben Durhamben élt és dolgozott, kutatási ösztöndíjjal. 1939-ben meghívták Washingtonba és St. Louisba. 1941-től az Indiana University professzora, 1950-től a Columbia University professzora volt.
Szakterülete a római festészet és az etruszk művészet volt.